# Daviscupový tým Jižní Koreje
Daviscupový tým Jižní Koreje reprezentuje Jižní Koreu v Davisově poháru od roku 1960 pod vedením Korejského tenisového svazu. 
V době existence jediné Světové skupiny mezi lety 1981–2018 hráli Jihokorejci tuto nejvyšší úroveň soutěže v ročnících 1981, 1987 a 2008. Nikdy však nepřešli úvodní kolo. Po vzniku finálového turnaje v roce 2019 se do závěrečné fáze probojovali v letech 2022 a 2023.
Týmovým statistikám vévodí bývalý člen světové čtyřicítky I Hjong-tchek, který dosáhl nejvyššího počtu vítězných dvouher i čtyřher a odehrál nejvyšší počet 31 mezistátních zápasů v patnácti ročnících. 

## Historie
V Davisově poháru Jihokorejci debutovali roku 1960, kdy na úvod východního pásma hladce podlehli Japonsku 0–5 na zápasy. Jižní Korea jako východoasijský stát příslušela do tzv. východního pásma, které vzniklo v roce 1955 a doplnilo americké a evropské pásmo. Vítězové jednotlivých pásem pak sehráli závěrečné mezipásmové semifinále a finále. Jeho vítěz vyzval obhájce v utkání o zisk titulu, v tzv. vyzývacím finále. Před zavedením Světové skupiny se tým jedinkrát probojoval do finále jedné ze dvou zón východního pásma, v níž roku 1965 podlehl Japonsku znovu 0–5 na zápasy.
Po zrodu formátu Světové skupiny v roce 1981 se družstvo do této nejvyšší etáže soutěže probojovalo  třikrát a vždy odešlo poraženo v prvním kole. V roce 1981 nestačilo na Nový Zéland, v ročníku 1987 na Francii a roku 2008 podlehlo Německu těsným poměrem 2–3. V roce 2008 se Jižní Korea stala první asijskou zemí ve Světové skupině od Indie v roce 1998.
Po zavedení finálového turnaje v roce 2019 se do něj Jihokorejci kvalifikovali v ročníku 2022 po výhře nad Rakouskem. V základní finálové skupině však skončili poslední bez jediné mezistátní výhry. Také v roce 2023 zvládli kvalifikační kolo proti Belgii, přestože po úvodních dvouhrách prohrávali již 0–2. Takový obrat se Jihokorejcům podařil vůbec poprvé.

## Přehled výsledků
| Rok  | pásmo / zóna / skupina          | fáze účasti          |
| ---- | ------------------------------- | -------------------- |
| 1960 | Východní pásmo                  | 1. kolo              |
| 1961 | Východní pásmo                  | 1. kolo              |
| 1962 | Východní pásmo                  | 1. kolo              |
| 1963 | Východní pásmo                  | 1. kolo              |
| 1964 | Východní pásmo, zóna A          | 1. kolo              |
| 1965 | Východní pásmo, zóna A          | finále               |
| 1966 | Východní pásmo, zóna A          | 1. kolo              |
| 1967 | Východní pásmo, zóna A          | 1. kolo              |
| 1968 | Východní pásmo, zóna A          | semifinále           |
| 1969 | Východní pásmo, zóna A          | semifinále           |
| 1970 | Východní pásmo, zóna A          | 1. kolo              |
| 1971 | pásmo Severní a Střední Ameriky | 1. kolo              |
| 1972 | Východní pásmo, zóna A          | semifinále           |
| 1973 | Východní pásmo                  | předkolo             |
| 1974 | Východní pásmo                  | předkolo             |
| 1975 | Východní pásmo                  | předkolo             |
| 1976 | Východní pásmo                  | čtvrtfinále předkola |
| 1977 | Východní pásmo                  | semifinále předkola  |
| 1978 | Východní pásmo                  | 1. kolo              |
| 1979 | Východní pásmo                  | předkolo             |
| 1980 | Východní pásmo                  | semifinále           |
| 1981 | Světová skupina                 | 1. kolo              |
| 1982 | Východní pásmo                  | semifinále           |
| 1983 | Východní pásmo                  | semifinále           |
| 1984 | Východní pásmo                  | čtvrtfinále          |
| 1985 | Východní pásmo                  | finále               |
| 1986 | Východní pásmo                  | finále               |
| 1987 | Světová skupina                 | 1. kolo              |
| 1988 | zóna Asie a Oceánie, 1. skupina | finále               |
| 1989 | Světová skupina                 | kvalifikace          |
| 1990 | Světová skupina                 | kvalifikace          |
| 1991 | zóna Asie a Oceánie, 1. skupina | semifinále           |
| 1992 | Světová skupina                 | kvalifikace          |
| 1993 | Světová skupina                 | kvalifikace          |
| 1994 | zóna Asie a Oceánie, 1. skupina | semifinále           |
| 1995 | zóna Asie a Oceánie, 1. skupina | semifinále           |
| 1996 | zóna Asie a Oceánie, 1. skupina | semifinále           |
| 1997 | Světová skupina                 | kvalifikace          |
| 1998 | zóna Asie a Oceánie, 1. skupina | semifinále           |
| 1999 | zóna Asie a Oceánie, 1. skupina | semifinále           |
| 2000 | zóna Asie a Oceánie, 1. skupina | semifinále           |
| 2001 | zóna Asie a Oceánie, 1. skupina | 1. kolo              |
| 2002 | zóna Asie a Oceánie, 1. skupina | finále               |
| 2003 | zóna Asie a Oceánie, 1. skupina | finále               |
| 2004 | zóna Asie a Oceánie, 2. skupina | finále               |
| 2005 | zóna Asie a Oceánie, 2. skupina | finále               |
| 2006 | Světová skupina                 | baráž                |
| 2007 | Světová skupina                 | baráž                |
| 2008 | Světová skupina                 | 1. kolo              |
| 2009 | zóna Asie a Oceánie, 1. skupina | semifinále           |
| 2010 | zóna Asie a Oceánie, 1. skupina | finále               |
| 2011 | zóna Asie a Oceánie, 2. skupina | finále               |
| 2012 | zóna Asie a Oceánie, 1. skupina | semifinále           |
| 2013 | zóna Asie a Oceánie, 1. skupina | semifinále           |
| 2014 | zóna Asie a Oceánie, 1. skupina | semifinále           |
| 2015 | zóna Asie a Oceánie, 1. skupina | semifinále           |
| 2016 | zóna Asie a Oceánie, 1. skupina | semifinále           |
| 2017 | zóna Asie a Oceánie, 1. skupina | finále               |
| 2018 | zóna Asie a Oceánie, 1. skupina | finále               |

## Přehled zápasů

### 2019–2029
| Rok  | úroveň                            | datum                | místo                  | povrch       | soupeř      | skóre | výsledek |
| ---- | --------------------------------- | -------------------- | ---------------------- | ------------ | ----------- | ----- | -------- |
| 2019 | Zóna Asie a Oceánie, 1. skupina   | 14.–15. září         | Kuej-jang, Čína        | tvrdý (h)    | Čína        | 3–1   | výhra    |
| 2021 | Kvalifikační kolo                 | 6.–7. března 2020    | Cagliari, Itálie       | antuka       | Itálie      | 0–4   | prohra   |
| 2021 | 1. světová skupina                | 17.–18. září 2021    | Newport, Spojené státy | tráva        | Nový Zéland | 3–1   | výhra    |
| 2022 | Kvalifikační kolo                 | 4.–5. března         | Soul, Jižní Korea      | tvrdý (h)    | Rakousko    | 3–1   | výhra    |
| 2022 | Finálový turnaj, základní skupina | 13. září             | Valencie, Španělsko    | tvrdý (h)    | Kanada      | 1–2   | prohra   |
| 2022 | Finálový turnaj, základní skupina | 15. září             | Valencie, Španělsko    | tvrdý (h)    | Srbsko      | 1–2   | prohra   |
| 2022 | Finálový turnaj, základní skupina | 18. září             | Valencie, Španělsko    | tvrdý (h)    | Španělsko   | 0–3   | prohra   |
| 2023 | Kvalifikační kolo                 | 4.–5. února          | Soul, Jižní Korea      | tvrdý (h)    | Belgie      | 3–2   | výhra    |
| 2023 | Finálový turnaj, základní skupina | 12. září             | Valencie, Španělsko    | tvrdý (h)    | Srbsko      | 0–3   | prohra   |
| 2023 | Finálový turnaj, základní skupina | 14. září             | Valencie, Španělsko    | tvrdý (h)    | Česko       | 0–3   | prohra   |
| 2023 | Finálový turnaj, základní skupina | 17. září             | Valencie, Španělsko    | tvrdý (h)    | Španělsko   | 1–2   | prohra   |
| 2024 | Kvalifikační kolo                 | 2.–3. února 2024     | Montréal, Kanada       | tvrdý (hala) | Kanada      | 1–3   | prohra   |
| 2024 | 1. světová skupina                | 13.–14 září 2024     | Zelená Hora, Polsko    | tvrdý (hala) | Polsko      | 3–1   | výhra    |
| 2025 | 1. kvalifikační kolo              | 31. ledna – 2. února | Ostrava, Česko         | tvrdý (h)    | Česko       |       |          |

## Složení týmu
| Rok  | Členové týmu | Členové týmu    | Členové týmu  | Členové týmu  |
| 2019 | Kwon Sun-u   | Nam Či-song     | Song Min-kju  | Čong Jun-song |
| 2021 | Kwon Sun-u   | I Dok-hui       | Song Min-kju  | Čong Jun-song |
| 2021 | Nam Či-song  | —               | —             | —             |
| 2022 | Kwon Sun-u   | Hong Song-čchan | Čong Jun-song | Nam Či-song   |
| 2022 | Song Min-kju | —               | —             | —             |
| 2023 | Kwon Sun-u   | Hong Song-čchan | Čong Jun-song | Nam Či-song   |
| 2023 | Song Min-kju | —               | —             | —             |
| 2024 | Kwon Sun-u   | Hong Song-čchan | Čong Jun-song | Nam Či-song   |
| 2024 | Song Min-kju | I Če-mun        | —             | —             |